# Epidemic (film)
Epidemic è un film del 1987 diretto da Lars von Trier; suo secondo lungometraggio e secondo capitolo della trilogia europea, dopo L'elemento del crimine e prima di Europa. Epidemic è la prima di una serie di collaborazioni tra Lars von Trier e Udo Kier. All'inizio del film appare in alto a sinistra dello schermo il titolo EPIDEMIC insieme al simbolo del copyright, "©" che permane per tutta la durata del film.

## Trama
Lars von Trier e Niels Vørsel interpretano se stessi nell'atto di consegnare una sceneggiatura a un produttore. Il film alterna momenti di realtà con momenti in cui si assiste al film che i due hanno consegnato nel quale von Trier interpreta il dottor Mesmer che sta cercando una cura per una moderna epidemia.

## Riconoscimenti
- È stato presentato nella sezione Un Certain Regard al 40º Festival di Cannes.[1]
- Il film è stato candidato all'International Fantasy Film Award.